# Župna crkva sv. Barbare u Bedekovčini
Župna crkva sv. Barbare u Bedekovčini smještena je na brežuljku na udaljenosti oko 4 km zapadno od današnjeg centra mjesta Bedekovčina. Crkva je okružena zelenilom, a uzdiže se iznad malog trga. Od trga do platoa na kojem se nalazi crkva vode stube. Na sjevernom dijelu trga u kasnijem periodu sagrađena je zgrada pučke škole.
Na prostoru današnje crkve, između 1640. – 1662. godine Judita Puhakoci podigla je skromnu drvenu kapelu. Unutar drvene kapele bio je oltarić sa slikom Sv. Barbare. Kapela je bila u sklopu župe Sveti Križ Začretje.
Na mjestu drvene kapele 1720. je unuk Judite Puhakoci Nikola Bedeković, opat i zagrebački kanonik podigao zidanu kapelu. Zalaganjem Nikole Bedekovića 1726. osnovana je i ustanovljena župa Bedekovčina. Kapela Sv. Barbare krajem godine postaje župnom crkvom.
Jak potres 1775. godine je u potpunosti razrušio crkvu i moralo se prići ponovnoj izgradnji.
U vremenu od 1776. do 1778., potporom župljana i novčanom pomoći kolatora Nikole pl. Bedekovića Komorskog i njegove supruge Franciske Cinderi, župnik Andrija Grgec i kapelan Josip Kos sagradili su novu baroknu crkvu uglavnom današnjeg izgleda.

## Arhitektura
Crkva je jednobrodna, s kvadratnim svetištem. Svetište od crkvenog broda dijeli triumfalni luk i jedna stuba. Iznad svetišta je kupola s lanternom. Kupolu podupiru kutni nosači iz kojih izviru pilastri s kapitelima ukrašeni vegetabilnom ornamentikom. Crkveni brod je sastavljen od dva traveja. Nad travejima su baldahinski svodovi. Zidano pjevalište nad glavnim ulazom u crkvu počiva na širokom košarastom luku. Na desnoj strani nalazi se ulaz na pjevalište, a s lijeve strane je stubište za toranj. Sakristija je smještena desno od svetišta, malih je dimenzija, kvadratnog tlocrtnog oblika. U kutu je stepenište za pristup propovjedaonici. Iznad sakristije je križno-bačvasti svod. Vanjština crkve je vrlo jednostavna. U centralno pročelje je uklopljen zvonik kroz čiji se donji dio ulazi u crkvu. Crkva ima dvostrešni krov.

## Unutrašnje uređenje
Glavni oltar i propovjedaonica su kiparska dijela istaknute vrijednosti. Glavni oltar u svetištu ima plošnu oltarnu stijenu sa slikom Sv. Barbare. Bočni prolazi sa svake strane oltara nadvišeni su lukovima iznad koji su kipovi Svete Margarete i Svete Lucije. Propovjedaonica ima reljefne prizore iz Novog zavjeta, a iznad nje je Bog Otac s kuglom zemaljskom i anđelima.
Glavni oltar i propovjedaonicu izradio je Jožef Holzinger (1735. – 1797.), vodeći mariborski kipar toga vremena.

## Slikovni inventar
Štafelajno slikarstvo u župnoj crkvi sv. Barbare uglavnom nije sačuvano iz razdoblja 18. stoljeća. Oltarna slika sv. Barbare kao i druge slike nastale su početkom 20. stoljeća. Župnik Vjekoslav Noršić je 1920. godine dao oslikati crkvu po akademskom slikaru Petru Markoviću iz Rožeka. Izrađeno je 15 fresko slika i 3 tempera slike. Na apsidalnom zidu svetišta nalazi se slika Posljednje večere, a na svodu Isus prijatelj djece, itd. Slike su nekoliko puta retuširane. Sam naručitelj slika zapisao je da su slikarije dobro ispale.

## Vanjske poveznice
- Službene stranice Općine Bedekovčina